# Erika Lust
Erika Lust (1977) é uma diretora, roteirista e produtora sueca de filmes eróticos. Desde a estreia de seu primeiro filme erótico indie The Good Girl em 2004, Lust tem sido citada como uma das principais participantes atuais do movimento pornográfico feminista, afirmando que um processo de produção ético diferencia sua empresa dos sítios de pornografia mainstream. Ela não tem problemas em chamar seus filmes de pornô, pois espera que os espectadores fiquem sexualmente excitados, ao contrário de outros diretores de filmes eróticos que fazem distinção entre seu trabalho e pornografia mesmo quando ambos os tipos contêm cenas sexualmente explícitas. Ela escreveu vários livros, bem como dirigiu e produziu vários filmes premiados.
É uma das 100 Mulheres da lista da BBC de 2019.

## História
Lust nasceu Erika Hallqvist em Estocolmo, Suécia, em 1977. Ela nutria uma paixão por cinema e teatro.
Ela foi para a Universidade de Lund, onde estudou Ciências Políticas. Enquanto estava lá, ela se deparou com o livro Hard Core: Power, Pleasure, and the "Frenzy of the Visible", de Linda Williams, de 1989, que influenciaria sua produção cinematográfica mais tarde. Ela se formou bacharel em 1999, com especialização em direitos humanos e feminismo. Após a formatura, mudou-se para Barcelona em 2000 e começou a estudar cinema.

## Filmes
Seu filme Cabaret Desire (2011) lhe rendeu o Feminist Porn Award de Filme do Ano em 2012 e o CineKink Audience Choice Award de Melhor Narrativa. Foi citado como um exemplo da diversidade da pornografia no Festival de Cinema Pornográfico de Berlim de 2013, proporcionando um espaço para repensar o sexo, a sexualidade e a pornografia.
Em 2020, seu filme The Intern recebeu três indicações de filmes para o XBIZ Europa Awards, incluindo Longa-Metragem do Ano, Melhor Atuação (ganhou) e Melhor Cena de Sexo em Longa-Metragem. Seu filme Super Femmes também foi indicado para Melhor Cena de Sexo Lésbico (ganhou) e foi a primeira vez na história do XBIZ Europa Awards em que uma Big Beautiful Woman (BBW) ou artista trans foi indicada em uma categoria não específica de gênero. Erika Lust Films também foi indicada para Global Studio Brand of the Year, e sua plataforma de streaming online XConfessions foi indicada para Erotic Site of the Year.

### XConfessions
Em 2014, Lust e outros diretores começaram a produzir curtas-metragens pornográficos baseados em histórias de crowdsourcing. Os espectadores podem deixar confissões anônimas no site do projeto. A cada mês, Lust escolhe a dedo duas histórias e as transforma em curtas-metragens cinematográficos. XConfessions foi apresentada no Berlin Porn Festival 2014. As duas primeiras compilações de sua série XConfessions lhe renderam o Feminist Porn Awards de Hottest Straight Vignette em 2014 e 2015, respectivamente.
Em 2015, um corte teatral de XConfessions foi exibido no Chicago International Film Festival e no Raindance Film Festival em Londres.
Lust realizou duas exibições esgotadas do XConfessions Theatrical Cut no Kino Babylon em Berlim em fevereiro de 2016, e ganhou o prêmio de Melhor Curta Narrativa CineKink pelo curta-metragem An Appointment with My Master.

## Críticas
Erika Lust foi uma das cineastas femininas apresentadas em "Women on Top", o primeiro episódio da série documental da Netflix Hot Girls Wanted: Turned On, com foco nas filmagens de "Hysterical Piano Concert" (XConfessions 2016). Gail Dines escreve que, em vez de ser um filme de empoderamento no qual uma pianista realiza uma fantasia, a mulher sem experiência anterior em cinema é submetida a sexo pornô estereotipado que a deixa traumatizada e com dor, mas é persuadida por Lust a continuar. Kat Banyard afirma que a "pornografia feminista" promovida pela Lust é outra marca que não desafia o mainstream, mas serve como outro ponto de entrada para clientes em potencial. Embora não seja a favor de qualquer tipo de censura, que ela vê como tendo maior efeito sobre os impotentes, a filósofa Amia Srinivasan diz que o sexo no cinema impede o desenvolvimento da imaginação sexual, que tem um impacto maior nos jovens.
Em um estudo sobre pornografia feminista, Carmen Pena Ardid, professora de Literatura e Cinema da Universidade de Saragoça, cita Lust como abrindo caminho para as mulheres como inventoras de fantasias e produtoras de representações sexuais pornográficas, mas este trabalho não resolve os modelos de feminilidade impostas pela moda, publicidade ou indústria cosmética; e as constrangidas situações sociais nas quais as fantasias são vividas. Álvaro Martín Sanz, professor de estudos cinematográficos da Universidade de Valhadolide, embora reconhecendo Lust como pioneira na rejeição da heteronormatividade presente no cinema pornográfico tradicional, também encontra limitações na busca da beleza e no foco em fantasias em vez de retratos mais realistas.
Erika Lust argumenta que nenhum ato sexual, incluindo auto-objetificação temporária e consensual, BDSM, violência consciente de risco ou fantasia extrema, deve ser rotulado como "não-feminista". Richard Kimberly Heck, professor de filosofia da Universidade Brown defende Lust das críticas de Hans Maes. Maes acha The Good Girl pouco diferente do pornô mainstream devido ao comportamento geralmente passivo da personagem feminina Alex, e a atuação de uma "facial" na cena final. Heck acha o comportamento de Alex mais realista do que o ninfomaníaco estereotipado dos filmes pornôs, e observa que a visão de Lust é que qualquer atividade sexual, incluindo aquelas consideradas degradantes, pode ser apreciada por alguns e é feminista se for feita por consentimento.

## Livros
- 2009: X: a Woman's Guide to Good Porn (título alternativo: Good Porn: A Woman's Guide)
  - Publicado pela primeira vez em 2008 em espanhol como Porno para mujeres[28]
- 2010: Erotic Bible to Europe
- 2010: Love Me Like You Hate Me com Venus O'Hara
- 2011: Shooting Sex: How to Make an Outstanding Sex Movie with Your Partner (ebook também disponível em polonês)[29]
- 2011: Six Female Voices com Antia Pagant
- 2013: La Canción de Nora
- 2013: Let's Make a Porno